# Undaground Legend
Undaground Legend jest pierwszym studyjnym albumem (drugim ogólnie) amerykańskiego rapera Lil Flipa. Album uzyskał status platynowej płyty w grudniu 2002 roku. Album został również wydany w edycji Chopped & Screwed.

## Lista utworów
1. „What I Been Through” (feat. Big T, Lil’ Ron & Yung Redd)
2. „U See It” (feat. Chamillionaire)
3. „8 Rulez” (feat. Shasta)
4. „I Shoulda Listened” (feat. Seville)
5. „7-1-3”
6. „The Way We Ball”
7. „Get Crunk” (feat. Big T, Lil’ Ron & David Banner)
8. „Haters Still Mad” (feat. Big T & Lil’ Ron)
9. „We Ain’t Scared” (feat. Bizzy Bone)
10. „Make Mama Proud"
11. „I Can Do Dat (Remix)” (feat. Juvenile & Skip)
12. „Tonight” (feat. Seville)
13. „What Y'all Wanna Do” (feat. C-Note & David Banner)
14. „It's A Fact”
15. „R.I.P. Screw” (feat. Bizzy Bone)
16. „Forget The Fame"

### Bonus CD
1. „The Way We Ball (Remix)” (feat. Lil’ Ron & Yung Redd)
2. „The Way We Ball (Screwed & Chopped)”
3. „Da Roof"
4. „Texas Boyz (Screwed & Chopped)” (feat. Yung Redd)
5. „U See It (Screwed & Chopped)” (feat. Chamillionaire)
6. „Look At Me Now"
7. „Haters Still Mad (Screwed & Chopped)” (feat. Big T & Lil’ Ron)